# 大夫興野インターチェンジ

大夫興野インターチェンジ（だいぶこうやインターチェンジ）は、新潟県北蒲原郡聖籠町にある国道7号新新バイパスのインターチェンジ。

## 概要

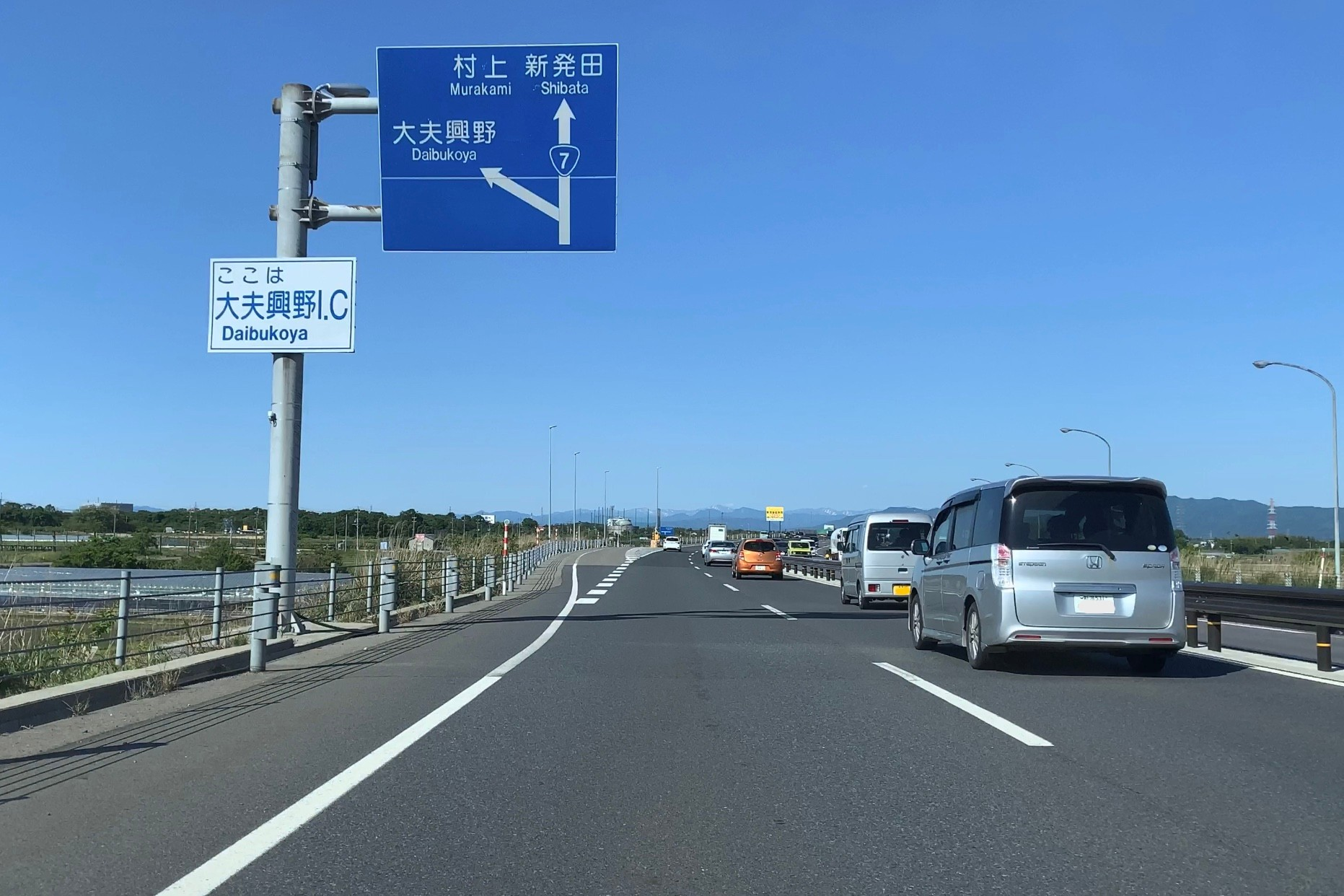
バイパス本線上の案内標識（2020年5月）

近隣のICとともに新潟東港や周辺物流・工業団地の最寄ICとなっている。
かつては新潟方面へのハーフICとなっており、隣の東港ICも同様であったため新発田方面と新潟東港のアクセスが蓮野ICに集中し、渋滞が発生しやすくなっていた。そこで、一般交通等の分散化による渋滞の緩和及び渋滞に起因する交通事故削減を目的として、当ICのフルIC化・IC橋架替を内容とする新潟港東港地区事故対策が事業化された。
フル化に際し、交差道路も交通量増加に対応すべく4車線化が計画されたためIC橋は旧橋の橋長13.2 mに対し、新橋は上り42.5 m、下り44.0 mのPCポータルラーメン橋を採用した。PCポータルラーメン橋は橋台部の伸縮装置を廃し上下部剛結構造としたもので北陸地方整備局では初めて採用であった。
新発田方面への流入ランプが2019年（平成31年）3月29日に北側で接続する県道島見新発田線の4車線化と合わせて開通した。新発田方面からの流出ランプは2021年（令和3年）3月25日にそれぞれ供用開始され、新潟港東港地区事故対策事業が完了した。

## 接続する道路
- 新潟県道204号島見新発田線[3]
- 聖籠町道大夫興野浦山線

## 隣
国道7号新新バイパス
東港IC - 大夫興野IC - 蓮野IC